# جنگ دوم استقلال ایتالیا
جنگ دوم استقلال ایتالیا یا جنگ فرانسه و اتریش(فرانسوی: Campagne d'Italie‎) در سال ۱۸۵۹ بین امپراتوری دوم فرانسه و پادشاهی ساردنی در مقابل امپراتوری اتریش اتفاق افتاد و نقشی کلیدی در فرایند اتحاد ایتالیا ایفا کرد.
در ۱۸۵۸ در ملاقات کاوور نخست وزیر ایتالیا با ناپلئون سوم قرار شد فرانسه لمباردی و جمهوری ونتو را از اتریش گرفته و در ازای آن ساوی و نیس به فرانسه واگذار شوند. در نتیجه وقتی در ۱۸۵۹ اتریش به ساردنی اعلام جنگ داد، ناپلئون سوم طرف ساردنی را گرفت. نیروهای فرانسه و ساردنی در ۴ ژوئن ۱۸۵۹ در نبرد ماژنتا (نبرد مگنتا) پیروزی چشمگیری به دست آوردند و اتریش را مجبور به تخلیه لمباردی کردند؛ ولی در ۲۲ ژوئن ۱۸۵۹ در نبرد سولفورینو، پس از کشته شدن چهل هزار فرانسوی لوئی ناپلئون مجبور به پذیرش آتش‌بس شد.
طبق معاهده نهایی بین ناپلئون سوم و امپراتور اتریش فرانتس یوزف یکم در نوامبر ۱۸۵۹ در ویلافرانکا، اتریش لمباردی را به ساردنی واگذار کرد. این نخستین گام در اتحاد ایتالیا بود.
کاوور که از شدت علاقه لوئی ناپلئون به ساوی و نیس اطلاع داشت پیشنهاد کرد که به جای جمهوری ونتو، فرانسه شاهزاده نشین‌های جنوبی را در ازای ساوی و نیس به ساردنی واگذار کند.
در ژانویه ۱۸۶۰ شاهزاده‌نشین‌های توسکانی، پارما، مدنا، و رمانا و در پایان همین سال ناپل، مارش و امبری به ساردنی ملحق شدند. پادشاهی ایتالیا در ۱۷ مارس ۱۸۶۱ اعلام موجودیت کرد.